# Garance des teinturiers
Rubia tinctorum
Pour les articles homonymes, voir Garance.
Espèce
Classification phylogénétique
La garance des teinturiers, Rubia tinctorum L., est une plante vivace de la famille des Rubiacées qui fut largement cultivée pour la teinture rouge extraite de ses rhizomes.
Elle est également appelée communément garance ou rouge des teinturiers (all. Färberröte, Krapp, angl. madder, esp. rubia, granza, ital. robbia, garanza, néerl. meekrap).

## Description
La garance est une plante vivace, annuelle possédant des tiges couchées, grimpantes mesurant 1 m de long, pouvant atteindre dans certains cas 1,5 m de long. 
La tige se caractérise par une section carrée contrairement à beaucoup de végétaux qui ont une section ronde.
Les feuilles sont coriacées, peu dentées, réunies en 6 verticilles, elles sont munies sur les bords et sur la nervure principale de petits aiguillons crochus qui permettent à la plante de se soutenir et de se hisser au-dessus de la végétation alentour en s'appuyant sur les autres plantes.
La floraison a lieu de juin à août. Les fleurs comptent 4–5 pétales soudés à leur base. Les fruits charnus (baies) sont de la taille d'un pois, noirs à maturité.
Le rhizome peut atteindre 80 cm de long.

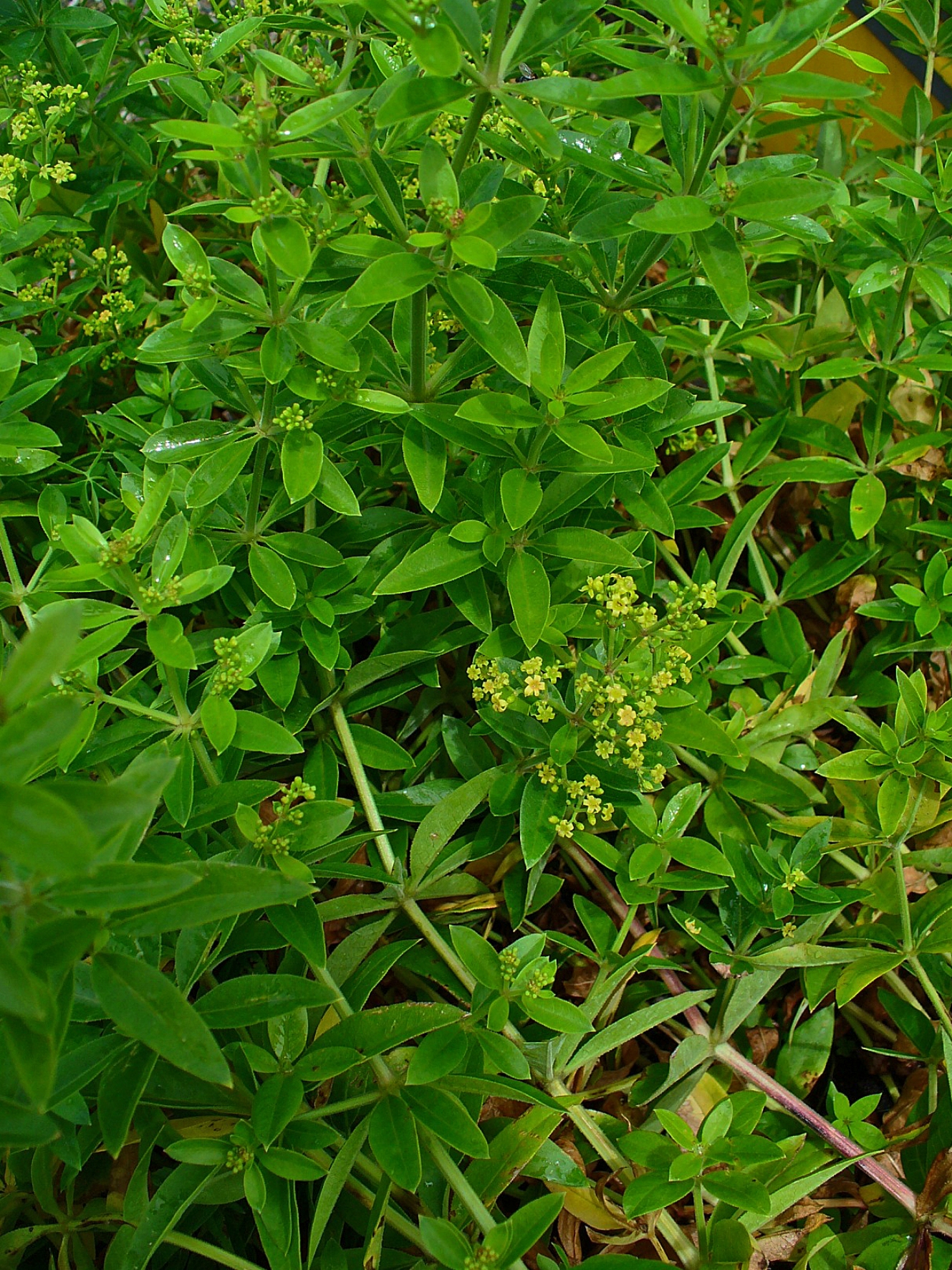
Plantes de garance
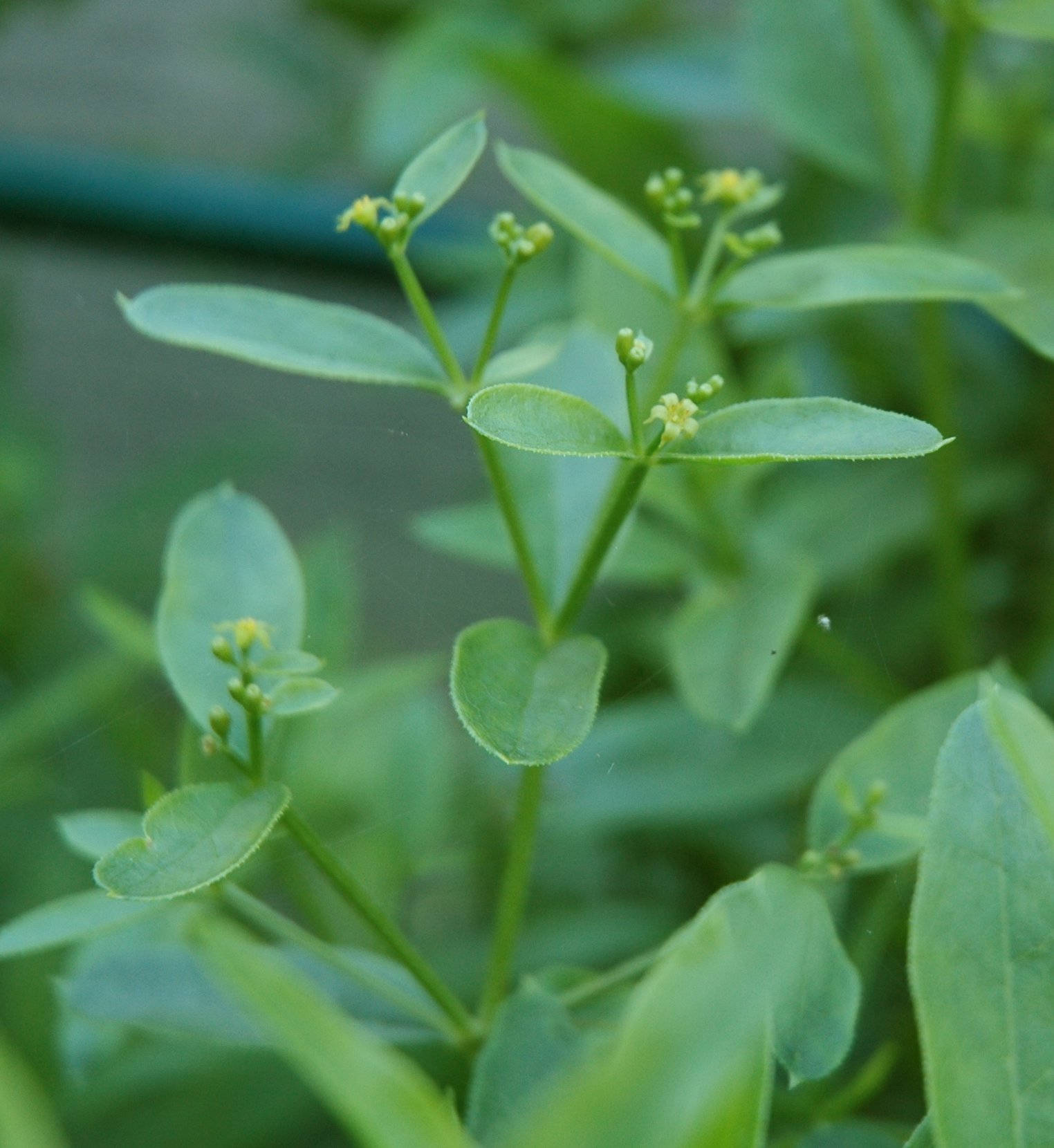
Fleurs de garance
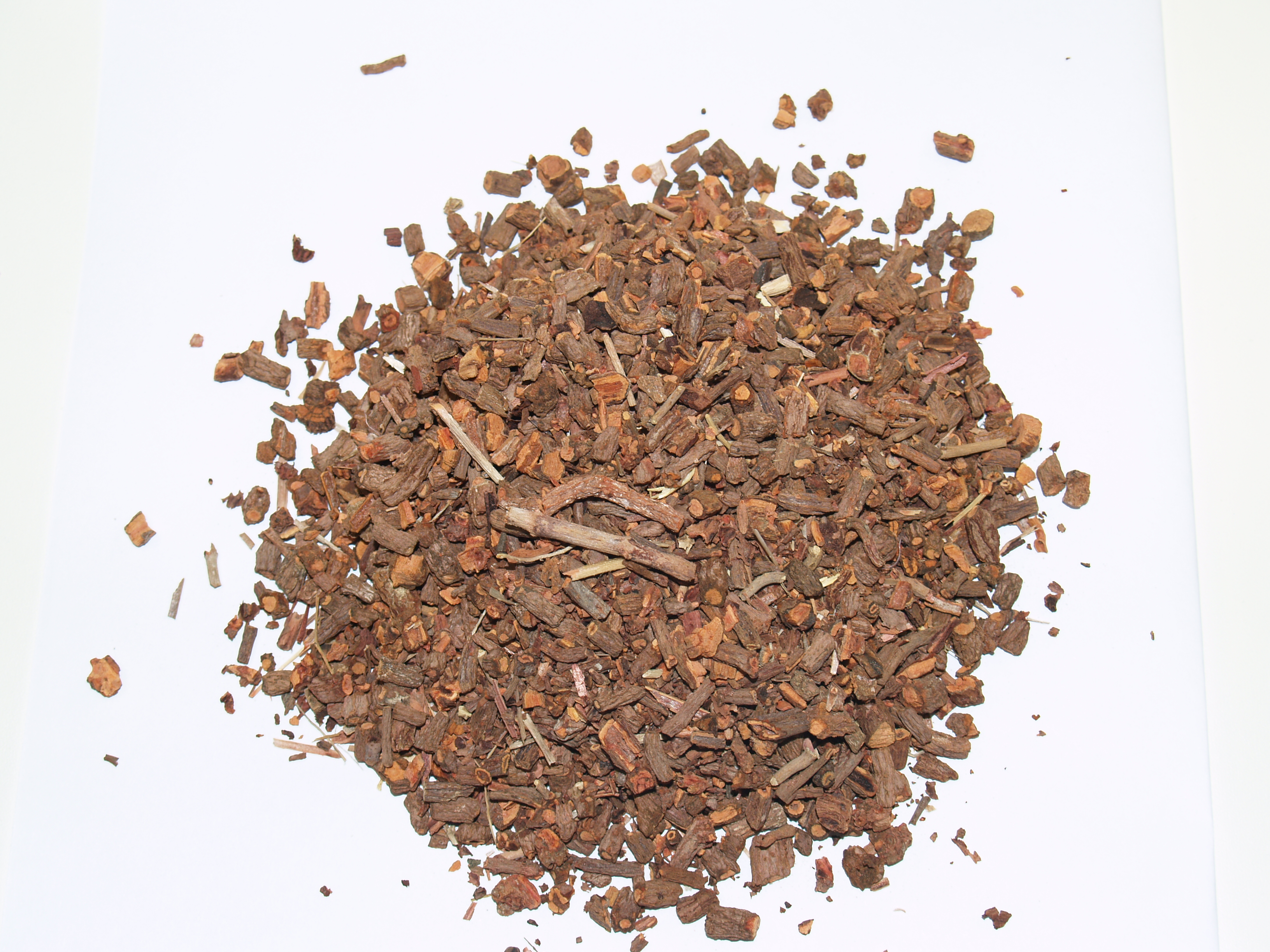
Rhizomes séchés
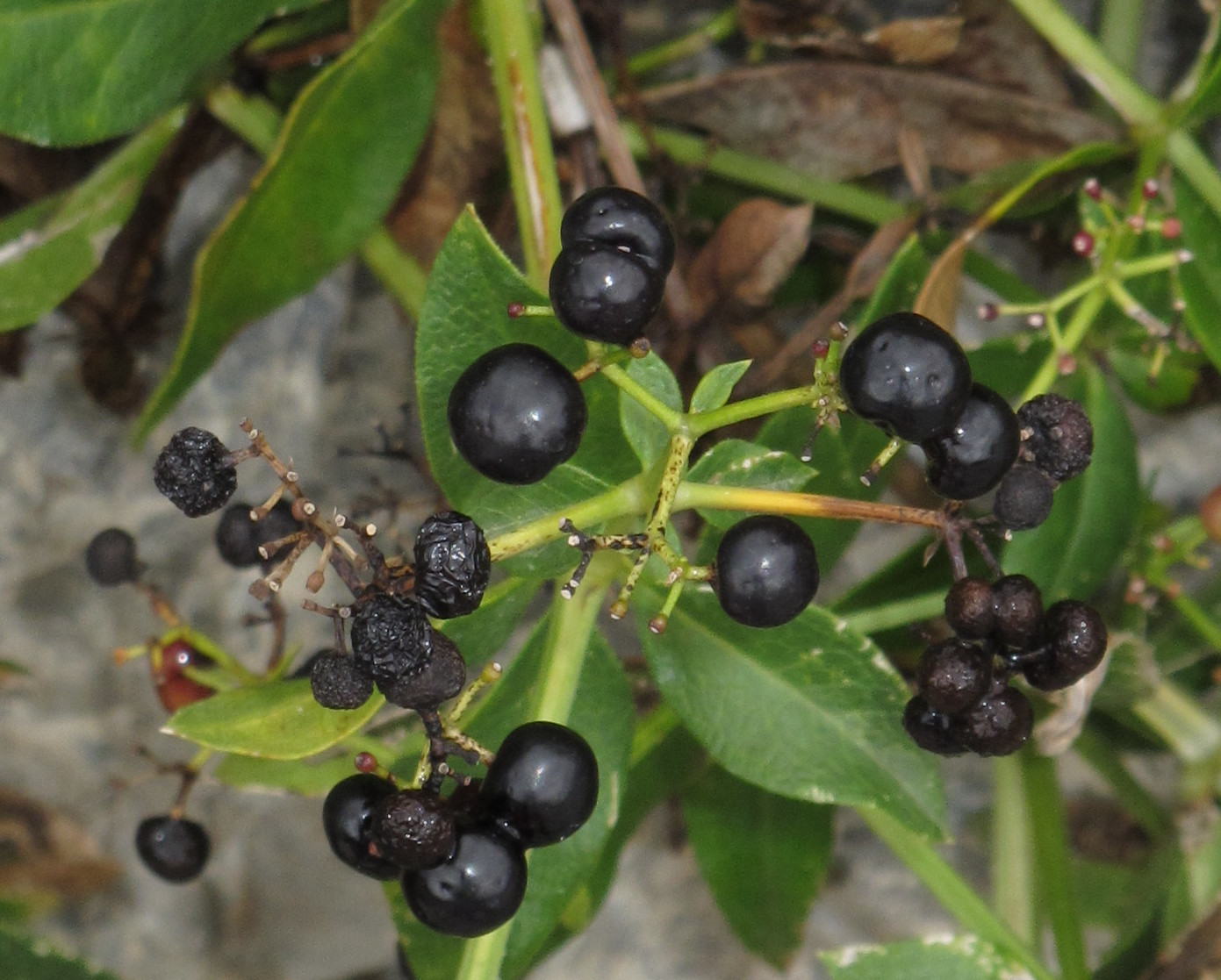
Fruit noirs

## Distribution
L'espèce est originaire d'Asie occidentale et centrale : Turquie, Syrie, Liban, Jordanie, Irak, Iran, Tadjikistan, Turkménistan, Ouzbékistan et d'Europe de l'Est : Ukraine (Crimée), ex-Yougoslavie. Elle a été répandue par la culture et naturalisée çà et là dans les régions tempérées.

## Utilisation

### Textile
Les racines et les rhizomes (tiges souterraines) contiennent de l'alizarine et de la purpurine, qui ont la propriété de donner aux tissus une belle couleur rouge. Les uniformes de l'armée française l'employaient abondamment jusqu'à la Première Guerre mondiale. Cette teinture naturelle a été remplacée par des colorants synthétiques. La culture de la garance est très ancienne : elle est attestée depuis plus de 3 000 ans en Inde. Le village d'Althen-des-Paluds (Vaucluse) fut un centre de la culture de la garance en France au XIXe siècle.

### Beaux-arts
La garance a longtemps été utilisée en tant que pigment pour la confection du pigment laqué dit « laque de garance », un rouge rosé transparent très prisé à l'huile comme à l'aquarelle. Après l'alizarine synthétique (XIXe siècle), c'est aujourd'hui un mélange de quinacridones ou de benzimidazolones, plus solides, qui imitent sa teinte.

### Alimentation
La garance mélangée à l'alimentation des animaux colore leurs os en rouge, ainsi que le lait.

### Usage médicinal
La teinture mère de garance est traditionnellement utilisée dans l'insuffisance biliaire et les lithiases urinaires. Ses propriétés sont dues à la présence de dérivés de la famille des anthraquinones tel l'acide rubérythrique.
Garidel cite dans son livre Plantes qui naissent aux environs d'Aix la garance qui « débouche les obstructions du foie, de la rate et de la matrice ». Après avoir précisé qu'elle est une des cinq racines apéritives, il ajoute « les teinturiers s'en servent pour teindre en rouge qu'on appelle vulgairement rouge garance. Les feuilles et les tiges servent à nettoyer la vaisselle d'étain […] préférable à l'Equisetum ».
D'après le docteur Debuigne la garance serait recommandée contre la jaunisse, l'anémie et les dartres.
Leclerc en 1933 en confirmait les propriétés diurétiques. C'est pour cette dernière propriété que les Arabes l'emploient encore. Les principes actifs seraient l'acide rubérythrique, la purpurine, la chinizarine, etc. Pour certains, ces propriétés seraient d'ordre dissolvant : il y aurait formation de complexes solubles, calciques et magnésiens, prévenant la formation des calculs. La plante est cancérigène et peut causer des anomalies congénitales et des fausses couches.
La garance indienne, rubia cordifolia, est une plante de la même famille utilisée comme purifiant sanguin en médecine ayurvédique et réputée pour soigner également les morsures de serpent et certaines affections dermatologiques comme l'acné.

## Histoire de la culture de la garance

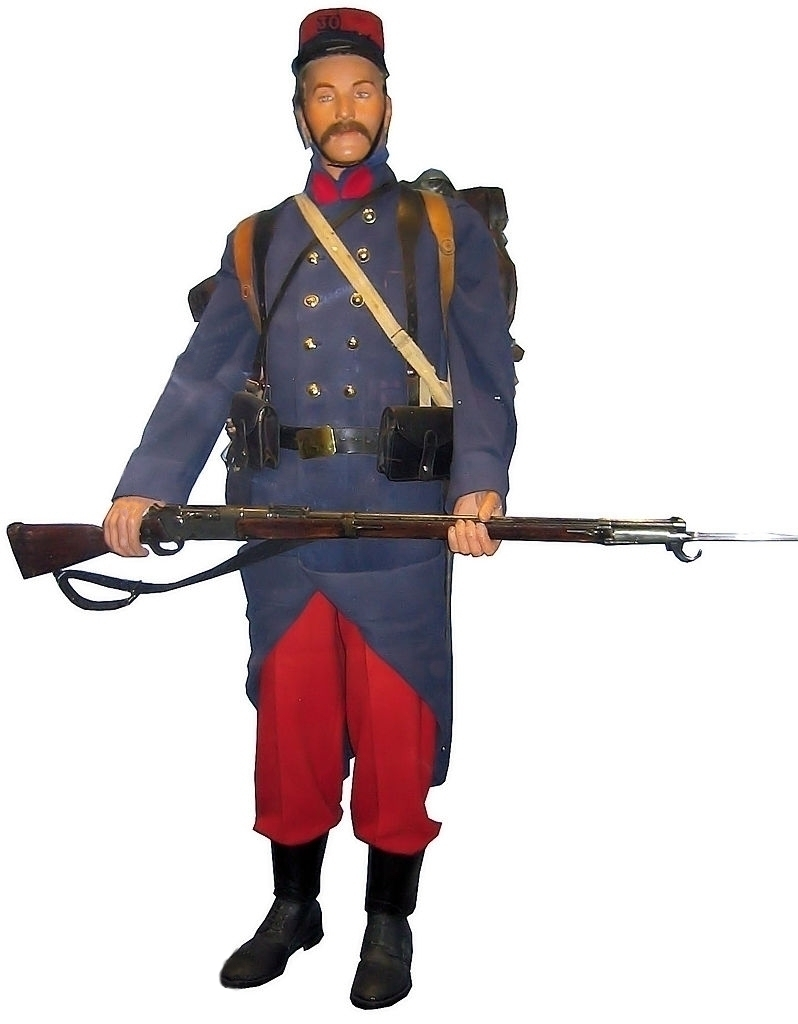
Uniforme de soldat français de la Première Guerre mondiale en 1914 avec un « pantalon garance »

La garance était connue des Grecs et des Romains et l'ingénieur romain Vitruve précise qu'elle était employée dans les couleurs pourprées.
Les soins cosmétiques dans l'Égypte antique utilisaient un pigment laqué rose obtenu à partir des molécules colorantes (alizarine, purpurine, pseudopurpurine) de la garance (ou d'autres plantes analogues comme l'orseille, l'orcanette, le jus de mûre, de l'acanthe) précipitées sur de l'alun.
La garance fait partie des plantes dont la culture est recommandée dans les jardins royaux par le capitulaire De Villis de l'an 812.
La culture de la garance présentait un grand intérêt économique dans le domaine du textile grâce à la teinture extraite de ses racines. Déjà, au milieu du XIVe siècle, la culture de la garance était réglementée en Zélande. La ville de Zierikzee, sur l'île de Schouwen, interdisait la vente de draps anglais si ceux-ci devaient être teints. La spécialisation amenée par la culture intensive de cette ressource en Zélande engendra une ventilation qualitative du produit sur une base régionale. Ainsi, la garance de certaines villes zélandaises semble avoir été plus recherchée que celle de Zierikzee après 1470 : Tholen, Reimerswaal, Zuid-Beveland et Brielle (île de Voorne). Une fois réduite en poudre, la garance était expédiée des ports zélandais (notamment Middelbourg) à Londres, Hull, Southampton et Lynn où son usage semble avoir été essentielle à l'industrie drapière anglaise durant le XVe siècle.
La culture de cette plante en France a été tentée sous le règne de Louis XIV. Dans le but de stimuler une industrie teinturière française, Jean-Baptiste Colbert avait promulgué une instruction sur la culture et l'emploi de la garance. Un édit royal exonérait de l'impôt toute personne qui la cultiverait dans les anciens marais asséchés. En 1698, un marchand de Nîmes, Martin, avait obtenu un privilège royal pour en introduire la culture dans le Languedoc, mais ses tentatives, qui ne durèrent pas plus de deux ou trois ans, restèrent vaines. En Europe, les Néerlandais gardaient le monopole de cette culture.
En 1754, Jean Althen Hovhannès Althounian, (1710-1774) Arménien commença des essais de culture à Saint-Chamond, puis les renouvela à partir de 1763 avec plus de réussite dans le Comtat Venaissin avec l'appui du marquis de Caumont, premier consul d'Avignon. Il n'y eut cependant aucun essor significatif à cause des importations du Levant. Mais les guerres de la Révolution ayant entravé le commerce, les cultivateurs se lancèrent dans cette culture qui se développa pour atteindre son maximum vers 1860.
En 1829, Charles X impose au troupier français le pantalon et képi rouge garance afin de favoriser la culture française de la garance et d'avoir une couleur moins salissante que le blanc. Son usage sera abandonné lors de la Première Guerre mondiale, fin 1914, au profit de l'uniforme bleu horizon, moins voyant.

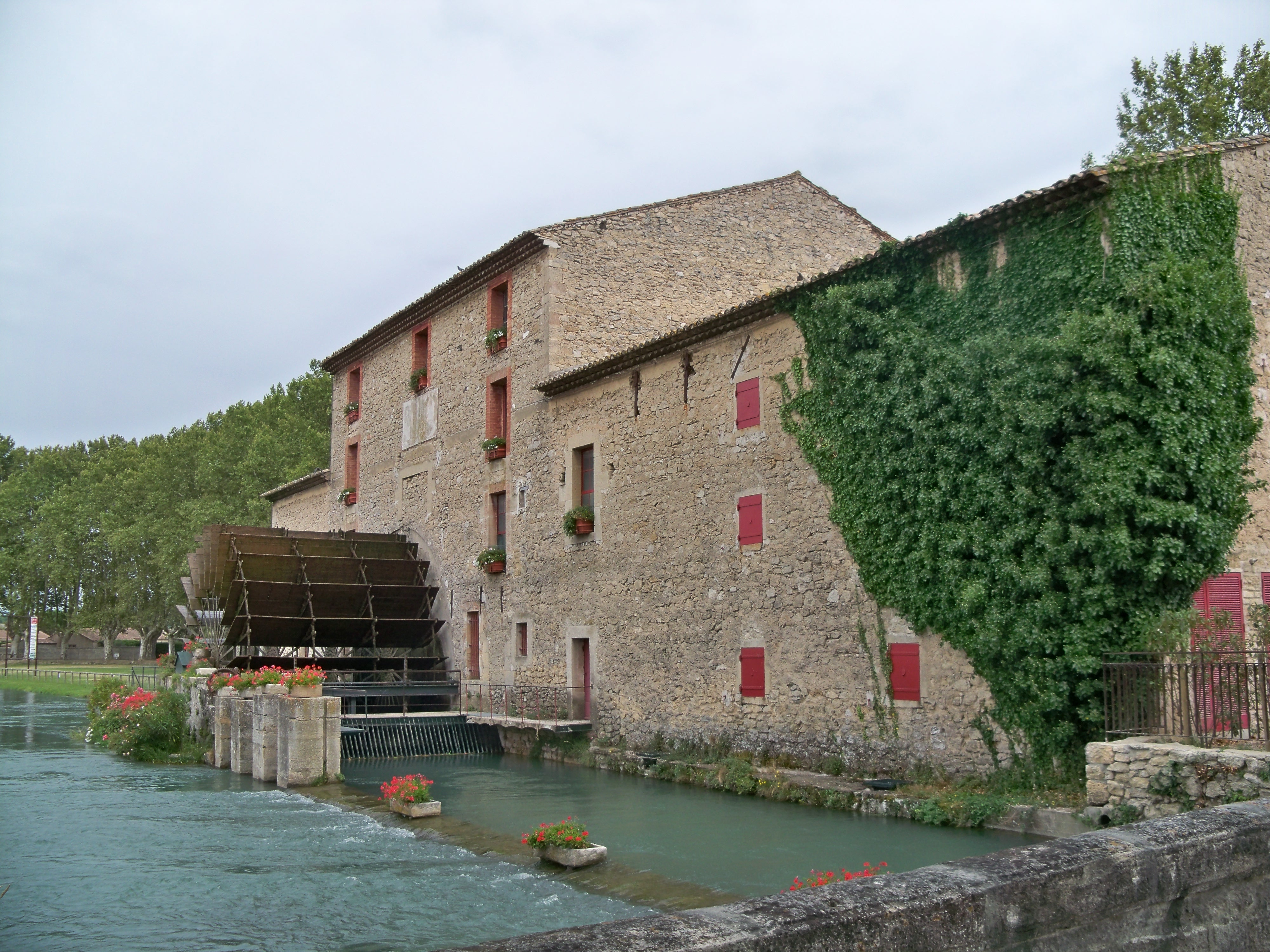
Moulin Saint Pierre (ancien moulin à garance) aux Taillades sur le canal de Carpentras

En 1839, on compte cinquante moulins à garance en Vaucluse, alors qu'il n'y avait que dix moulins sur la Sorgue en 1804. Le Vaucluse, certaines années, générera jusqu'à 65 % de la garance au niveau mondial. À partir de 1860, plusieurs grandes crises (terres surexploitées, baisse de qualité, etc.) touchent cette culture de plus en plus concurrencée par les progrès récents de la chimie, notamment par la synthèse de l'alizarine à la fin du XIXe siècle produit par l'entreprise allemande BASF qui sera utilisée à la place du produit naturel dans les uniformes français.
Il ne subsiste plus qu'un seul des cinquante moulins qui tournaient en 1880.
Les superficies des cultures de garance étaient les suivantes :
| Année                   | 1840      | 1862      |
| Vaucluse                | 9 515 ha  | 13 503 ha |
| Bouches-du-Rhône        | 4 143 ha  | 3 735 ha  |
| Bas-Rhin                | 727 ha    | 273 ha    |
| Drôme                   | 164 ha    | 1 104 ha  |
| Gard                    | 125 ha    | 1 395 ha  |
| Seine-et-Oise           | 2 ha      | -         |
| Hérault                 | -         | 204 ha    |
| Alpes-de-Haute-Provence | -         | 181 ha    |
| Ardèche                 | -         | 60 ha     |
| Var                     | -         | 11 ha     |
| Tarn-et-Garonne         | -         | 2 ha      |
| Total                   | 14 676 ha | 20 468 ha |

### Techniques culturales

luchet, bêche étroite renforcée de fer (en 1), et lichet à garance (en 2)

La culture de cette plante nécessite des sols profonds, défoncés, humides mais sans excès pour éviter le pourrissement des racines. La préparation du sol est un véritable travail de forçat car il faut retourner la terre sur au moins 50 cm à l'aide d'un outil spécial et renforcé : le « luchet » à trois ou quatre dents. Pour enrichir les sols, les cultivateurs de garance ont été les premiers à utiliser les tourteaux de graines oléagineuses, résidus des huileries de Marseille. Les semis étaient effectués au mois de mars. Des sarclages fréquents étaient nécessaires pour enlever les mauvaises herbes.
La récolte était effectuée au mois de septembre, trois ans après la plantation afin d'avoir une racine plus riche en matière colorante. L'arrachage était également très pénible et se faisait au « luchet » pour déterrer les racines qui s'enfoncent jusqu'à 70 cm de profondeur. On a aussi utilisé la charrue mais il fallait de 16 à 20 chevaux. Le complément de main-d'œuvre nécessaire était fourni par des ouvriers ruraux de la montagne, inoccupés à cette période de l'année. Les rendements obtenus s'élevaient à environ 3 tonnes par hectare.
Après la récolte, la terre fort bien ameublie conservait une grande partie de la matière organique. La culture de la garance constituait donc une très bonne tête d'assolement pour les cultures ultérieures : blé, luzerne, etc. Elle était très bien adaptée aux petites exploitations familiales. De plus, le feuillage de la plante, qui était coupé pour favoriser le développement des racines, constituait un fourrage de qualité.

### Causes du marasme
Une première crise était apparue dès 1861 avec une baisse des importations de coton d'Amérique due à la guerre de Sécession, d'où une moindre demande de matières colorantes.
La synthèse chimique de l'alizarine en 1869 allait amener la disparition très rapide de la garance, phénomène qui coïncide avec la crise de la vigne due à l'apparition du phylloxera. Une légère reprise était apparue en 1871 par suite de décisions malheureuses de certains viticulteurs qui, touchés par la crise du phylloxera, ont remplacé leur vigne par la garance.

### Essais de relance
Pour faire face aux difficultés économiques, une commission des essais pour l'amélioration de la culture de la garance a été mise en place. Cette commission tirait un premier bilan le 1er mars 1875 avec un rapport d'Auguste Besse à la chambre de commerce et à la société d'agriculture. Ce rapport donnait les indications sur les meilleurs engrais à utiliser. Dans un second rapport du 29 mars 1876, la commission reconnaissait que, malgré des essais positifs sur l'emploi des engrais, la lutte devenait inutile.
Vers 1880, toutes les garancières avaient disparu : les statistiques agricoles annuelles qui paraissent à compter de 1884 ne contiennent aucune mention relative à la garance.

## Insecte s'en nourrissant
Le papillon de nuit appelé Sphinx de la garance (Hyles gallii) se nourrit de garance.

## Calendrier républicain
Le nom de la garance fut attribué au 23e jour du mois de brumaire du calendrier républicain ou révolutionnaire français, généralement chaque 13 novembre du grégorien.